# Melancholy
Melancholy – pierwszy studyjny album polskiego zespołu Cemetery of Scream. Wydany został w 1995 roku nakładem Croon Records w Krakowie.

## Lista utworów
- Prologue - 02:57
- Melancholy - 06:14
- Dolor Ante Lucem - 07:22
- Gods of Steel - 03:10
- And Just the Birds... - 02:48
- Apocalyptic Visions (Part 2) - 05:28
- Anxiety - 07:56
- Landscape of Sadness - 07:18
- Lost Flowers - 04:42
- Violet Fields of Extinction - 07:02
- Epilogue - 03:40
- The Shadow of Notre Dame Cathedral - 05:49 (utwór bonusowy, pochodzący z dema Sameone)

## Wykonawcy
- Jacek Królik - bas
- Marcin Kotaś - wokal
- Artur Oleszkiewicz - gitara
- Grzegorz Książek - perkusja
- Katarzyna Rachwalik - keyboard
- Marcin Piwowarczyk - gitary